# Юнг, Карл Густав (хирург)
Карл Густав Юнг (нем. Karl Gustav Jung; 7 сентября 1794, Мангейм, — 12 июня 1864, Базель) — швейцарский хирург и анатом. Он дед по отцовской линии его тезки, психиатра Карла Густава Юнга (1875—1961), основателя аналитической психологии.

## Биография
Официально был сыном врача Франца Игнаца Юнга (1759—1831) из Майнца и Софи Циглер. По неофициальной версии он был незаконнорождённым сыном Гёте.
В молодости он проявляет большой интерес к протестантской теологии и изучает труды Якова Фриза и Фридриха Шлейермахера итогом чего явился переход в протестантизм.
Он изучал медицину в Гейдельберге, где он получил докторскую степень в 1816 году. Завершил своё обучение в области хирургии и офтальмологии в Берлине.
В 1822 году он был назначен профессором медицинского факультета Базельского университета, где он преподает проведение операций в анатомии и акушерстве, а затем, с 1854 года внутренние болезни.
В 1820 − 1830-х годах, он вносит существенный вклад в развитие медицинской школы в Базеле, а в 1824 году участвует в открытии музея анатомии в университете Базеля. Он также участвует в ремонте общественной больницы и создании института для умственно отсталых детей «Zur Hoffnung».
В дополнение к его научной деятельности, Карл Густав Юнг являлся заметной личностью в швейцарском масонстве, с 1850 по 1856 год он был вторым великим мастером Великой швейцарской ложи Альпина.

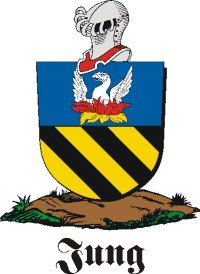
Фамильный герб Юнгов
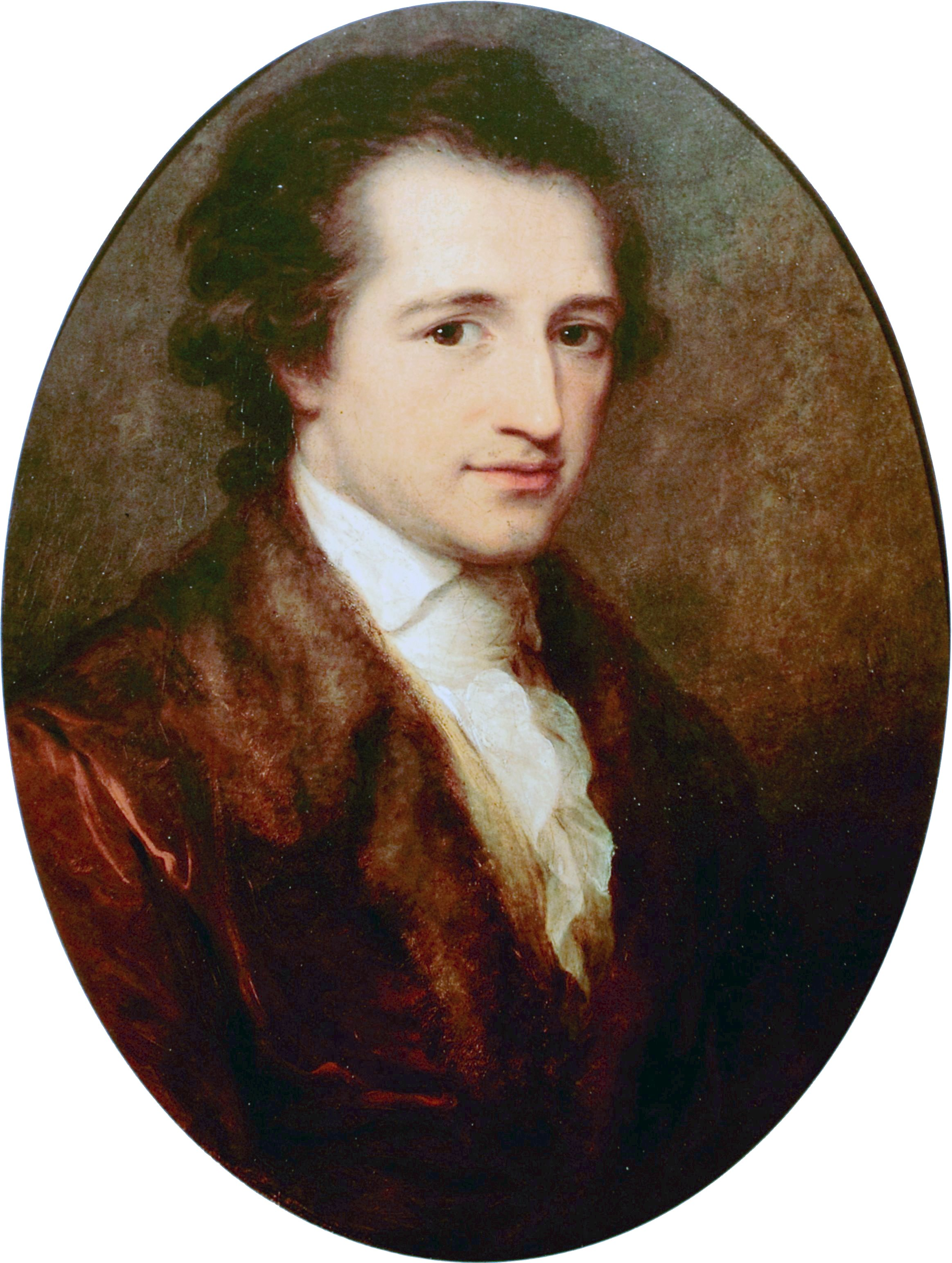
Портрет Гёте работы Ангелики Кауфман написанный в 1787 году, за 7 лет до рождения Карла Густава Юнга
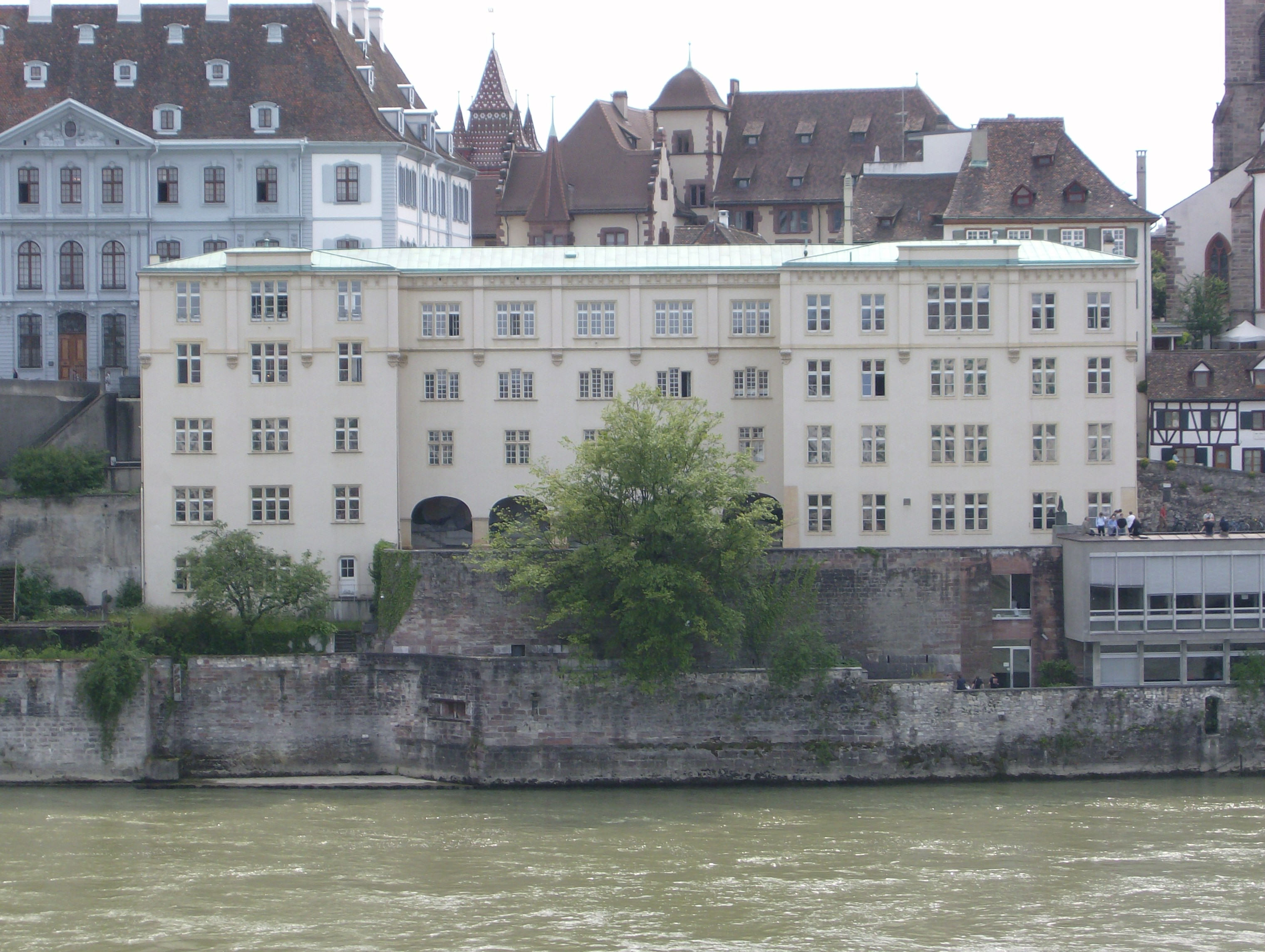
Здание бывшего Базельского университета, где ректором был Карл Густав Юнг